# مارسيل لامبرت
مارسيل لامبرت (بالفرنسية: Marcel Lambert)‏ هو محامي وسياسي كندي، ولد في 21 أغسطس 1919 في إدمونتون في كندا، وتوفي في 24 سبتمبر 2000. حزبياً، نشط في الحزب الكندي التقدمي المحافظ. وقد انتخب رئيس مجلس العموم الكندي ‏.